# Can Mollera
Can Mollera és una masia de Sils (Selva) inclosa a l'Inventari del Patrimoni Arquitectònic de Catalunya.

## Descripció
Edifici de dues plantes més golfes i coberta amb vessants laterals i cornisa catalana. El portal és rectangular amb llinda monolítica, al damunt hi ha un petit escut de pedra. PEl que fa a les obertures, dues de les tres finestres de la primera planta són d'arc conopial amb tres arquacions i la central d'arc conopial incís a la llinda rectangular, a diferència de la petita finestra de les golfes que l'arc fa la forma. Les dues finestres de la planta baixa que flanquegen la porta, són amb brancals, ampit i llinda de pedra rectangulars i estan protegides per una reixa de ferro forjat. També a la façana, i adossats hi ha un banc i jardineres de pedra. El parament del mur de la façana principal té un revestiment de pedra irregular rejuntada que imita la maçoneria, mentre que els murs laterals són arrebossats i pintats de blanc. És un edifici molt refet i possiblement les finestres no siguin les originals.
La casa ha estat dividida en dos habitatges, un d'ells té accés pel mur lateral esquerra. És en aquesta façana que hi trobem un plafó de ceràmica vidrada amb la imatge de sant Jordi.

## Història
L'any 1968 el propietari va reconstruir l'edifici en el lloc d'un antic mas en ruïnes i va canviar el nom de Can Mollera pel de Manso Sant Jordi.